# Issa Serge Coelo

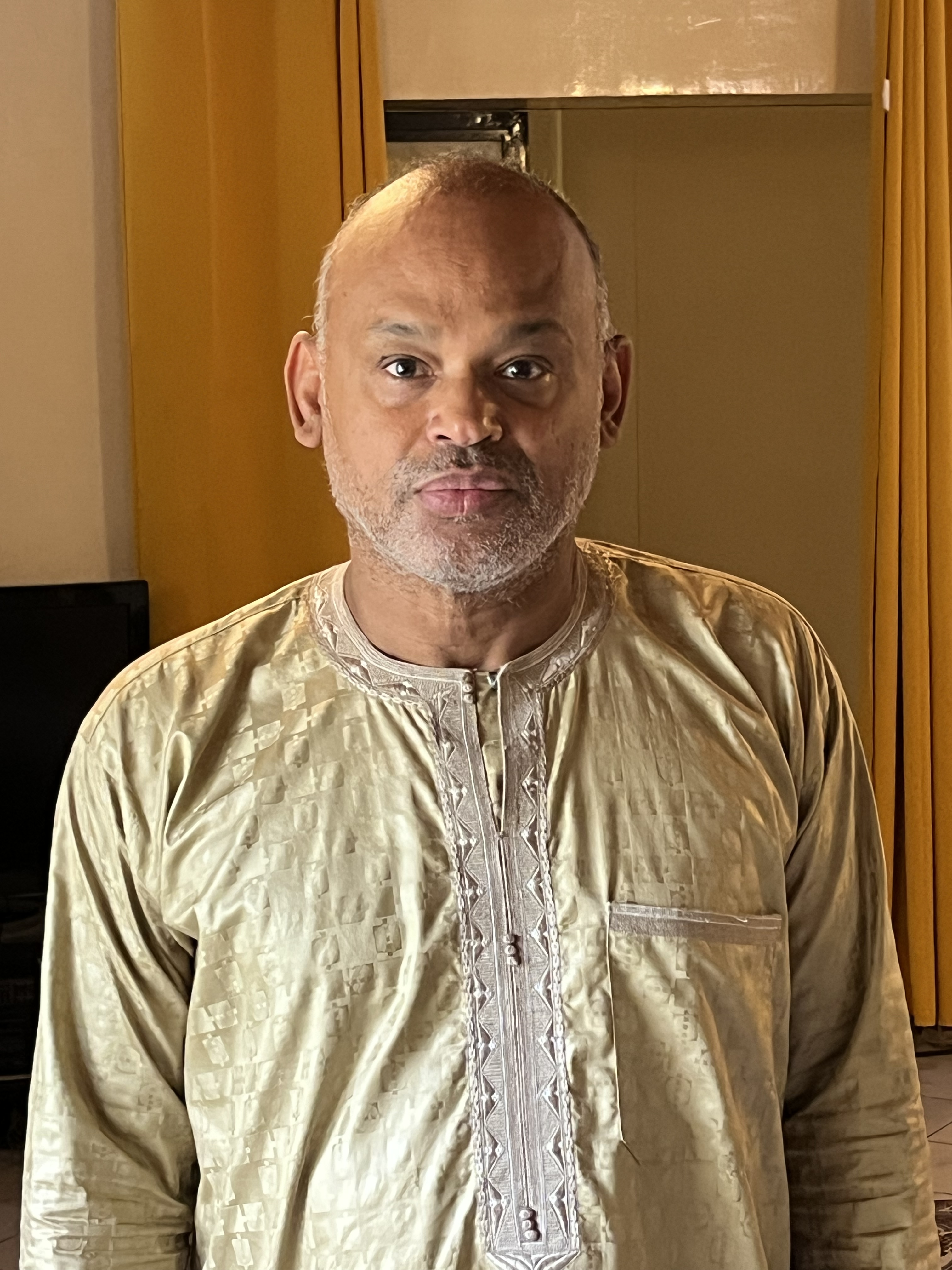
Issa Serge Coelo (2024)

Issa Serge Coelo (* 1967 in Biltine) ist ein tschadischer Filmregisseur.

## Leben
Coelo besuchte bis 1980 die Schule in N’Djamena und legte 1986 sein Abitur in Bamako ab. Anschließend zog er nach Paris. Er studierte Geschichte an der Université Paris 1 Panthéon-Sorbonne und schloss das Studium mit dem Diplôme d’études universitaires générales (DEUG) ab. Zunächst am Journalismus interessiert, studierte Coelo jedoch Film und Regie an der École supérieure de réalisation audiovisuelle (ESRA) und beendete das Studium mit der Maîtrise. Coelo begann nach verschiedenen Praktika als Kameramann beim Fernsehen zu arbeiten und war unter anderem für die Sender M6, France 3 und TV5 tätig.
Im Jahr 1995 gab Coelo mit Un taxi pour Aouzou sein Regiedebüt. Er schrieb zudem zusammen mit Pierre Guillaume das Drehbuch, um dem bis dahin dokumentarischen Kurzfilm eine Spielfilmnote zu geben. Coelo selbst fehlte als Regisseur und Kameramann zu der Zeit nach eigener Aussage „die Fähigkeit und die Erfahrung“ im Drehbuchschreiben. Der halbdokumentarische Kurzfilm war 1997 für einen César in der Kategorie Bester Kurzfilm nominiert.
Unter der Regie von Mahamat-Saleh Haroun war Coelo 1999 im Dokumentarfilm Bye Bye Africa zu sehen. Coelos Langfilmregiedebüt wurde 2001 Rebellen in Daresalam, den er rückblickend als Misserfolg bezeichnete: „Ich habe teilweise das Team zusammengestellt, ich habe das Casting gemacht, aber ich habe schlechte Entscheidungen getroffen, sowohl bei der Produktion als auch bei den Ambitionen des Films. Er war zu übermächtig für mich, das Thema erforderte jemanden mit viel mehr Erfahrung.“ Es folgten weitere Kurzfilme sowie 2007 sein zweiter Langfilm Tartina City, der mehrfach ausgezeichnet wurde und später den Namen N'Djamena City erhielt.
Coelo war auch als Filmproduzent tätig und leitete zehn Jahre lang die Filmproduktionsfirma Parenthèse Films. Mit ihr produzierte er 1997 als erstes Projekt den Kurzfilm Bouzié des ivorischen Filmregisseurs Jacques Trabi, der auf dem FESPACO einen Grand Prix gewann. Neben seinen eigenen Werken produzierte er zudem unter anderem Filme von François Woukoache (Dokumentarfilm Nous ne sommes plus morts, 2001) und Cheick Fantamady Camara (Little John, 2002). Nach Schließung seiner Produktionsfirma 2007/2008 arbeitete er im Tschad mit der Filmproduktionsgesellschaft Sic Productions zusammen und förderte junge Regisseure wie Achille Ronaimou Adoumbaye und Ache Coelo.
Im Jahr 2008 zog Coelo aus Frankreich zunächst nach Äthiopien und schließlich zurück in den Tschad. Er ließ sich in N’Djamena nieder. Mit Mahamat-Saleh Haroun und anderen Regisseuren setzt er sich für die tschadische Filmlandschaft, die Förderung von Nachwuchs und die Rechte von Künstlern ein, so gründete er unter anderem eine Urheberrechtsgesellschaft. In N’Djamena eröffnete Coelo 2011 das historische Kino Normandie neu, das 1949 erbaut wurde und seit Anfang der 1990er-Jahre leer stand. Es handelte sich bei der Wiedereröffnung um das einzige Kino im Tschad und das einzige französischsprachige Kino in Subsahara-Afrika, das Filme in 3D zeigte. Um das finanziell schwache Kino betreiben zu können, beendete Coelo seine Filmproduktionstätigkeit, da er nach eigener Aussage keine Zeit mehr hatte, um über Filme nachzudenken. Coelo hatte die Leitung des Kinos durchgehend von 2011 bis 2017 inne, als das Kino wegen mangelnder Rentabilität geschlossen werden musste. Es öffnete in den Folgejahren gelegentlich für einzelne Filmaufführungen, wurde 2020 jedoch endgültig geschlossen. Im Jahr 2022 wurde es als Bürogebäude genutzt. Coelo begann nach 2017, sich erneut der Filmarbeit zu widmen und schrieb mehrere Drehbücher.
Coelo ist unter anderem Mitglied der Guilde Africaine und der Académie des arts et techniques du cinéma français. Mehrfach war er Jurymitglied internationaler Festivals und ist Leiter des Festival Euro-africain, das 2016 zum zehnten Mal  im Tschad stattfand. Er unterrichtet unter anderem Regie am Institut Supérieur de Formation Professionnelle (ISFOP) in Benin.

## Filmografie
- 1995: Un taxi pour Aouzou (Kurzfilm)
- 1995: Dans les sables de Bourème (Kurzfilm)
- 1998: L’auberge du Sahel (Mittellangfilm)
- 1999: Kaya Man (Kurzfilm)
- 2001: Rebellen in Daresalam (Daresalam)
- 2003: Maiguida (Kurzfilm, Koregie mit Claude Arditi)
- 2006: Prie Dieu pour ne pas être riche parmi les pauvres (Kurzfilm)
- 2007: Tartina City (Neutitel: N’Djamena City)

## Auszeichnungen
- 1997: César-Nominierung, Bester Kurzfilm, für Un taxi pour Aouzou
- 2007: Innovation Award und Nominierung Grand Prix des Amériques, Montreal World Film Festival, für Tartina City
- 2008: Nominierung Grand Prix, Fribourg International Film Festival, für Tartina City